# Lijst van burgemeesters van Knokke-Heist
Dit is een lijst van burgemeesters van de Belgische gemeente Knokke-Heist sinds haar ontstaan op 19 maart 1971.

## Lijst
| Nr. | Burgemeester                              | Burgemeester                 | Partij | Partij                   | Begin | Einde |
| --- | ----------------------------------------- | ---------------------------- | ------ | ------------------------ | ----- | ----- |
| 1   |                                           | Eugène Mattelaer (1911-1999) |        | CVP                      | 1971  | 1973  |
| 2   |                                           | Emmanuel Desutter (1938)     |        | CVP                      | 1973  | 1979  |
| 3   |                                           | Leopold Lippens (1941-2021)  |        | CVP/PVV/Gemeentebelangen | 1979  | 2021  |
| 4   | Piet De Groote, burgemeester Knokke-Heist | Piet De Groote (1966)        |        | Gemeentebelangen         | 2021  | 2023  |
| 5   |                                           | Jan Morbee (1960)            |        | Gemeentebelangen         | 2023  | 2024  |
| 6   |                                           | Cathy Coudyser (1969)        |        | Inzicht                  | 2024  |       |